# Take Away My Pain
«Take Away My Pain» es la octava pista del álbum Falling Into Infinity de la banda de metal progresivo Dream Theater. La canción fue escrita en honor al padre de John Petrucci, que murió de cáncer en 1996, así como Another Day fue escrita sobre la lucha contra esa enfermedad.

## Versiones
La canción aparece en el álbum en vivo Once in a LIVEtime y en el bootleg oficial Old Bridge, New Jersey, 12/14/96